# Motozintla de Mendoza
La città di Motozintla de Mendoza è a capo del comune di Motozintla, nello stato del Chiapas, Messico. Conta 23 755 abitanti secondo le stime del censimento del 2010 e le sue coordinate sono 15°21'N 92°14'W.